# فرودگاه ایله‌وس یرگ امادو
فرودگاه ایله‌وس یرگ امادو (به انگلیسی: Ilhéus Jorge Amado Airport) (به زبان بومی: Aeroporto de Ilhéus/Bahia-Jorge Amado) یک فرودگاه همگانی مسافربری با کد یاتا IOS است که یک باند فرود آسفالت دارد و طول باند آن ۱۵۷۷ متر است. این فرودگاه در شهر ایله‌وس کشور برزیل قرار دارد و در ارتفاع ۵ متری از سطح دریا واقع شده‌است.

## شرکت‌های هواپیمایی و مقصدهای پروازی
| شرکت‌های هواپیمایی     | مقصدهای پروازی                                                                                             |
| --------------------- | --- |
| اویانکا برزیل         | برازیلیا، دپوتادو لوئیس ادواردو مگاهاس                                                                     |
| آزول برزیلین ایرلاینز | تانکردو نوس، ویراکوپوس-کامپیناس، دپوتادو لوئیس ادواردو مگاهاس، کونگونیاس-سائو پائولو، سائو پائولو گوارولوس |
| گول ایر ترنسپورت      | دپوتادو لوئیس ادواردو مگاهاس، سائو پائولو گوارولوس                                                         |
| تام ایرلاینز          | برازیلیا، سانتوس دومنت، کونگونیاس-سائو پائولو                                                              |